# EditPlus
EditPlus — текстовий редактор з підсвічуванням синтаксису багатьох мов програмування та розмітки, зокрема: HTML, JavaScript, VBScript, PHP, ASP, Perl, Java, C++. У програмі EditPlus є підтримка макросів і гарячих клавіш, є багатовіконний інтерфейс і механізм пошуку з підтримкою регулярних виразів, а також попередній перегляд у браузер і менеджері проектів.